# Будай I шамхал Тарковский
Будай I Тарковский ( кум. Будай Умал-Магьаматны уланы)(? — 1567) — кумыкский шамхал (монарх), шамхал Тарковский.

## Правление
Первые сведения о Будае I иллюстрирует архивный материал 1558 года , в котором Будай отправляет посредством своего посла грамоту русскому царю , в письме указано что Будай оповещает, что грамота русского царя до него дошла, год в письме указан по старорусскому летоисчислению, само письмо следующее:

 «Грамота от Шевкала Кумыцкого к царю и великому князю , а х которому именем  того не написано ; а в ней пишет , что государевы послы и грамоты до него дошли.Писана на листу , на бумаге , по татарскиi; а в ней написано вверху по руски: лъета 7067-го октября въ 23 де с Шевкальскимъ послом з Бекбулатом».
В 1566 году кабардинский князь Матлов обратился к Ивану Грозному с просьбой поставить город на реке Терек у устья Сунжи, что вызвало недовольство дагестанцев.
Имеются сведения  1567 года, в котором шевкал упоминается Тарковским. В 1567 году у слияния Сунжи и Терека Будай-шамхал и позже его брат Сурхай были убиты на поле битвы, как об этом свидетельствуют их могильные плиты на шамхальском кладбище в Кази-Кумухе. «Это могила Будай-шамхала, сына Умал-Мухаммад шамхала». Шамхал Умал-Мухаммад был отцом Сурхая и Будая. Историк Айтберов замечает, что потомков Сурхая мы видим только на равнине (Эльдар-шамхал, Гирей Тарковский и т. д.), а потомков Будая — только в Кази-Кумухе.